# Calliephialtes guevarae
Calliephialtes guevarae är en stekelart som beskrevs av Ian D. Gauld 1991. Calliephialtes guevarae ingår i släktet Calliephialtes och familjen brokparasitsteklar. Inga underarter finns listade.